# Carlo Sarandrea
Carlo Sarandrea (Roma, 3 settembre 1962) è un esperantista italiano.
Ha appreso la lingua esperanto nel 1978, attirato dai contenuti di un articolo su questa lingua apparso in un numero di "Topolino". Già mentre apprendeva da autodidatta la lingua cominciava a svolgere varie attività, con conseguenti assunzioni di incarichi nel movimento esperantista italiano, in particolare in seno alla sua componente cattolica.
Dal 1980 è collaboratore (e dal 2000 redattore capo) volontario delle trasmissioni di Radio Vaticana in lingua esperanto; dal 1992 è redattore di Espero katolika ("speranza cattolica"), rivista internazionale dell'esperantismo cattolico; è segretario generale dell'Unione esperantista cattolica internazionale (IKUE, da Internacia Katolika Unuiĝo Esperantista).